# Distichophyllum zetterstedtii
Distichophyllum zetterstedtii là một loài Rêu trong họ Hookeriaceae. Loài này được (Müll. Hal.) Mitt. mô tả khoa học đầu tiên năm 1882.